# William H. Danforth
William Henry Danforth (* 10. April 1926 in St. Louis, Missouri; † 16. September 2020 in Ladue, Missouri) war ein amerikanischer Arzt. Ab 1999 war er Vize-Vorsitzender des Kuratoriums und Kanzler der Washington University in St. Louis. Danforth gehörte zu den ersten Unterstützern des Ansari X-Prize, der 1996 in St. Louis von der X-Prize Foundation gestiftet wurde.

## Werdegang
Nach seinem Bachelor-Abschluss an der Princeton University wurde Danforth 1951 an der Harvard Medical School promoviert. Am Barnes Hospital absolvierte er sein medizinisches Praktikum und arbeitete zwischen 1952 und 1954 in der US Navy. Er kehrte dann nach St. Louis zurück, um an der Harvard Medical School und dem St. Louis Children′s Hospital zu praktizieren.
Danforth wechselte 1957 an die Medical School der Washington University. 1967 wurde er Professor für Innere Medizin, die in der Zwischenzeit zum Rang einer Fakultät erhoben wurde. Von 1965 bis 1971 war Danforth als Vizekanzler der medizinischen Abteilung und Präsident des Medical Center der Washington University tätig. Am 1. Juli 1971 wurde er als Nachfolger von Thomas H. Eliot zum 13. Direktor der Washington University berufen und hielt dieses Amt bis zu seiner Pensionierung am 30. Juni 1995; ihm folgte Mark S. Wrighton. Anschließend war er vier Jahre lang Vorsitzender des Kuratoriums der Washington University.
Danforth war einer der Vorstandsdirektoren der Danforth Foundation und Kurator der American Youth Foundation. Er war Vorsitzender des Vorstands der St. Louis Christmas Carols Association (dt.: Vereinigung der Weihnachts-Sternsinger von St. Louis). Er war weiter stellvertretender Vorsitzender im Vorstand des Barnes-Jewish Hospital (dt.: Jüdisches Barnes-Krankenhaus). Ab 1982 war er Mitglied der American Academy of Arts and Sciences und Fellow der American Association for the Advancement of Science.
Darüber hinaus war er Vorstandsmitglied bei den Unternehmen Ralston Purina Company, Ralcorp und BJC Health System, alle drei Unternehmen haben ihren Hauptsitz in St. Louis.
Im Februar 2006 wurde der Hilltop Campus der Washington University zu Ehren von Danforth für dessen Verdienste um die Bildungsstätte in Danforth Campus umbenannt. Seine Frau Elizabeth starb Ende März 2005 im Alter von 75 Jahren an Krebs. Die beiden waren seit September 1950 verheiratet. Er starb am 16. September 2020 im Alter von 94 Jahren.